# Spinimegopis perroti
Spinimegopis perroti là một loài bọ cánh cứng trong họ Cerambycidae.